# Вакиярово
Вакиярово (баш. Вакыер) — деревня в Кигинском районе Республики Башкортостан Российской Федерации. Входит в состав Еланлинского сельсовета.

## География

### Географическое положение
Расстояние до:
- районного центра (Верхние Киги): 21 км,
- центра сельсовета (Еланлино): 5 км,
- ближайшей ж/д станции (Сулея): 35 км.

## Население
| 2002 | 2009 | 2010 |
| ---- | ---- | ---- |
| 500  | ↘485 | ↘445 |

Национальный состав
Согласно переписи 2002 года, преобладающая национальность — татары (79 %).